# Альберт (озеро)
Альбе́рт (англ. Albert) — озеро в Восточной Африке, на границе Уганды и Демократической Республики Конго. В Конго (Заире) в 1973—1997 годах именовалось Мобу́ту-Се́се-Се́ко (фр. Mobutu Sese Seko) в честь президента-диктатора Мобуту, также иногда называется озером Альберт-Ньянза (англ. Albert Nyanza).
Расположено на высоте 619 м. Площадь 5600 км², глубина до 58 м. Объём воды — 280 км³. Лежит в тектонической впадине в системе Центрально-Африканского грабена. Берега слабо расчленены, большей частью крутые; дно плоское. В озеро впадают реки Семлики (сток озера Эдуард), Виктория-Нил (сток озера Виктория) и Нкуси, вытекает река Альберт-Нил, один из истоков Нила. Среднегодовой приход воды в озеро за счёт осадков 4,6 км³, за счёт стока с бассейна 24,9 км³, испарение составляет 7,5 км³, сток 22 км³, среднегодовая температура воды на поверхности до 30 °C. Богато рыбой. Судоходство. Основные порты — Бутиаба в Уганде и Касеньи в Конго.

## Этимология
Открыто в 1864 году английским путешественником Сэмюэлом Бейкером и названо именем супруга королевы Виктории (Альберт Саксен-Кобург-Готский). В честь самой королевы названо соседнее озеро системы Великих озёр Африки — Виктория.

## География
Озеро Альберт находится в рифтовой долине Альбертин и является частью сложной системы водоёмов в верховьях Нила. Основные впадающие в озеро реки — Виктория-Нил системы Белого Нила, вытекающая из лежащего к юго-востоку озера Виктория через озеро Кьога, и река Семлики, текущая из озера Эдуард, лежащего к юго-западу. Вода Виктории-Нила содержит гораздо меньше солей, чем вода озера Альберт. Вытекающая из Альберта в самой северной части озера река называется Альберт-Нил, переходящий далее к северу в Белый Нил.
Южная часть озера, при впадении реки Семлики, заболочена. Далее к югу протянулся хребет Рувензори, а над северо-западным берегом возвышаются Синие горы (англ. The Blue Mountains). На берегу озера находятся несколько посёлков, в том числе гавани Бутиаба и Касеньи.

## Фауна
Озеро Альберт и его окрестности являются средой обитания для многих водных и полуводных животных, таких как бегемот, нильский крокодил, нильский варан, африканский трионикс, различные грязевые черепахи, змеи и лягушки. Многочисленны водные птицы, в том числе пеликаны, цапли и китоглавы.

### Рыбы
В озере Альберт обитает 55 видов рыб. За исключением нильских крокодилов, крупнейшими хищниками в озере являются нильский окунь (местный, в отличие от других озёр восточно-африканского рифта, где они были завезены и стали инвазивными), продолговатая тигровая рыба, африканская тигровая рыба, мраморная двоякодышащая рыба, африканский острозубый сом. Другими важными объектами промысла являются нильская тиляпия, нигерийский барбус, электрический сом и сом-жираф, которые вылавливаются стандартными методами лова, а также брицины, которые в основном вылавливаются способом ловли на свет. До 30 % рыбы в Уганде вылавливается из озера Альберт.
В озере Альберт меньше эндемиков, чем в других Великих африканских озёрах.

## Происшествия
В марте 2014 года лодка с конголезскими беженцами перевернулась на озере Альберт, в результате чего погибло более 250 человек.
26 декабря 2016 года лодка, на которой находилось 45 игроков и болельщиков местной футбольной команды, перевернулась на озере Альберт, в результате чего погибло не менее 30 человек.
24 декабря 2020 года тридцать человек погибло, когда лодка перевернулась на пути из Уганды в Конго.

## Галерея
- Сэмюэл Бейкер исследует озеро Альберт
- Реки и озёра Уганды
- Паром на озере
- Жирафы у озера Альберт